# Felisbertia melastomacearum
Felisbertia melastomacearum — вид грибів, що належить до монотипового роду Felisbertia.